# Haizam Ben Halima
Haizam Ben Halima es un deportista tunecino que compitió en atletismo adaptado. Ganó una medalla de plata en los Juegos Paralímpicos de Atenas 2004 en la prueba de lanzamiento de disco (clase F37).

## Palmarés internacional
| Juegos Paralímpicos | Juegos Paralímpicos | Juegos Paralímpicos | Juegos Paralímpicos |
| Año                 | Lugar               | Medalla             | Prueba              |
| ------------------- | ------------------- | ------------------- | ------------------- |
| 2004                | Atenas (Grecia)     | Medalla de plata    | Disco F37           |